# Diaspora serbe en France
Les Serbes en France ou les Français d'origine serbe sont au nombre d'environ 62 740 selon les estimations et 200 000 (selon le ministère serbe des Affaires étrangères) Elles sont localisées principalement dans les régions de Paris, Lyon, Grenoble, Belfort, Montbéliard, Mulhouse et Strasbourg.
Une vague de Serbes est arrivée avec l'afflux d'autres Européens du Sud (Italiens, Espagnols, Portugais et Grecs) dans les années 1920. Une minorité est constituée de descendants de personnes d'origine serbe établies en France au lendemain de la Première Guerre mondiale (par exemple Michel Auclair). Mais la plupart des Serbes ont émigré en France dans les années 1960 et 1970, certains sont également venus comme réfugiés pendant les guerres yougoslaves des années 1990.

## Des personnalités remarquables
- Danilo Kiš, écrivain
- Pierre Marinovitch, as de l'aviation de la Première Guerre mondiale
- Vladimir Veličković, peintre
- Ljubomir Popović, peintre surréaliste
- Filip Nikolic, chanteur
- Sara Brajovic, mannequin et actrice[2],[3]
- Michel Auclair, acteur de cinéma
- Alexis Josic, architecte
- Sebastian, DJ
- Aleksandar Josipović, danseur
- Nikola Karabatić, handballeur
- Luka Karabatic, joueur de handball
- Kristina Mladenovic, joueuse de tennis
- Irena Pavlovic, joueuse de tennis
- Sara Cakarevic, joueuse de tennis
- Danica Marinković, graphiste
- Dušan Maravić, footballeur
- Marko Muslin, joueur de football
- Lidija Turčinović, basketteuse
- Predrag Materić, basketteur
- Barbara Pravi, chanteuse, auteure-compositrice et actrice (son grand-père paternel est serbe)

## Sources et références
1. ↑  « Процењује се да у Француској живи око 200.000 припадника српске дијаспоре, која је настањена у различитим крајевима. » [archive du 7 février 2023],‎ 20 mai 2022 (consulté le 6 février 2023).
2. ↑  « My Style: Sara Brajovic », Fashion We Like, 17 février 2014 (consulté le 1er mars 2020)
3. ↑  « Sara Brajovic | Vogue » [archive du 21 avril 2018] (consulté le 20 avril 2018)